# Châtelais
Châtelais megyében. 2016. december 15-én tizennégy másik korábbi községgel egyesült és Segré-en-Anjou Bleu új község része lett.
Lakosainak száma 691 fő (2018. január 1.). Châtelais Bouillé-Ménard, L’Hôtellerie-de-Flée, Noyant-la-Gravoyère, Nyoiseau, La Boissière, Bouchamps-lès-Craon, Chérancé és Saint-Quentin-les-Anges községekkel határos.

## Népesség
A település népességének változása:
| Lakosok száma | 765  | 738  | 727  | 664  | 576  | 640  | 653  | 664  | 657  | 691  |
|               | 1968 | 1975 | 1982 | 1990 | 1999 | 2011 | 2013 | 2015 | 2017 | 2018 |